# Travis Strikes Again: No More Heroes
Travis Strikes Again: No More Heroes — компьютерная игра в жанре action-adventure hack and slash, разработанная и изданная японской компанией Grasshopper Manufacture 18 января 2019 года на консоли Nintendo Switch и позже портированная в том же году на PlayStation 4 и Windows. Руководителем проекта выступил Гоити «Suda51» Суда, который ранее создал серию игр No More Heroes. Travis Strikes Again: No More Heroes является частью этой серии. Протагонистом выступает Трэвис Тачдаун, которому противостоит Бэдмен, отец Бэд Гёрл из игры No More Heroes 2: Desperate Struggle. Оба героя попадают внутрь сверхъестественной игровой приставки и должны пробивать себе путь назад, проходя различные игры. Во время разработки, Суда Гоити объединился с несколькими разработчиками инди-игр, чтобы использовать элементы из их проектов в Travis Strikes Again. Хотя игра и является частью серии No More Heroes, гейм-дизайнер считает её не прямым сиквелом к No More Heroes 2, а «перезагрузкой» для главного героя, Трэвиса.
После выхода, Travis Strikes Again: No More Heroes получила смешанные отзывы от рецензентов, которые хвалили сюжет и оригинальное художественное исполнение, однако отнесли к минусам повторяющийся игровой процесс. Через пять месяцев после выпуска, на выставке E3 2019 было объявлено о разработке игры No More Heroes III, которая является продолжением Travis Strikes Again. Сиквел был выпущен 27 августа 2021 года на консоли Nintendo Switch.

## Игровой процесс
В отличие от предыдущих игр серии, Travis Strikes Again: No More Heroes управление персонажей осуществляется с видом сверху. В роли Трэвиса, игрок должен проходить несколько видеоигр, по ходу уничтожая противников-багов. Уровни были созданы под влиянием различных жанров компьютерных игр, таких как платформеры и ролевые игры. Несмотря на это, игровой процесс в основном состоит из сражений со множеством противников, аналогично тому как это происходило в прошлых частях No More Heroes. Иногда ракурс камеры меняется и в геймплей вносятся особенности или мини-игры, соответствующие жанру, который представляет текущий уровень в игре. В Travis Strikes Again появилась новая для серии особенность: теперь игрок может использовать способности «Чипов навыков» (названных в честь моделей роботов Gundam), позволяющие применять различные атаки, от взрыва с разбросом шрапнели до орбитального лазера. В конце каждой из проходимых персонажем игр, игроку необходимо сражаться с боссом. Travis Strikes Again поддерживает кооперативное прохождение на двух человек с использованием одного контроллера Joy-Con для каждого, где второй игрок управляет Бэдменом.
Трэвис может в любой момент вернутся в свой трейлер, выступающий внутриигровым хабом, где персонаж может купить новую одежду и имеет доступ к приставке «Death Drive MK-II», с помощью котором игрок запускает игры для прохождения. Также из трейлера есть доступ к «Travis Strikes Back» — приключенческой игре, выполненной в виде визуального романа, по сюжету которого Трэвис исследует реальный мир в поисках «Десболов» (англ. Death Ball), которые являются носителями игр для Death Drive.

## Разработка
После выхода No More Heroes 2, Суда Гоити искал возможности продолжить серию, однако на тот момент он был занят другими проектами, такими как игрой Let It Die. В середине 2016 года, когда работа на Let It Die подходила к концу, Суда был приглашен на презентацию Nintendo для разработчиков, посвящённой консоли Nintendo Switch, которая на тот момент ещё была в разработке. Хотя консоль и отличалась от Wii, благодаря контроллерам Joy-Con, она предлагала такие же возможности по управлению движением и дизайнер посчитал, что он может возродить No More Heroes на такой системе. Кроме того, Суда думал, что игра хорошо бы смотрелась вместе с такими заявленными проектами для Switch, как The Legend of Zelda: Breath of the Wild и Super Mario Odyssey.
В то время как Суда считал серию No More Heroes играми типа «весёлое рубилово», для Travis Strikes Again он решил обратиться к истории видеоигр и идеям ретро-игр и посмотреть как Трэвис будет взаимодействовать с отдельными правилами и атмосферой каждой из игр. Шесть игр, включенных в Travis Strikes Again являются оммажами на существующие инди-игры, одна из которых является игрой с графикой для векторных мониторов. Когда проект был только анонсирован, некоторые из комментаторов посчитали, что уровни будут сделаны из реально существующих инди-игр, такой как Hotline Miami, однако позже гейм-дизайнер пояснил, что эти игры будут использованы в качестве рисунков для футболок Трэвиса, которые игроки смогут открывать и носить, тем самым продвигая инди-игры. Суда придумал эту идею, когда посещал различные игровые выставки, такие как PAX West. Вниманием к сторонним проектам, дизайнер хотел показывать, что Трэвис сам является поклонником инди-игр, поскольку по его мнению и сама студия Grasshopper обладает сходством с независимыми разработчиками. Таким образом, в игру предполагалось добавить предметы, связанные с по меньшей мере 15 сторонними разработчиками. Кроме того, компания хотела добавить в игру футболки с символикой The Legend of Zelda: The Wind Waker, The Legend of Zelda: Majora's Mask и Zelda II: The Adventure of Link, которые давали Трэвису возможность совершать атаку при кручении. Идея кроссовера игр была вдохновлена фильмом Экзистенция.
Некоторые элементы геймплея предыдущих игр серии были оставлены в Travis Strikes Again, поскольку одной из целей, которые ставил Суда была возможность играть на Nintendo Switch используя только один контроллер Joy-Con, из-за чего управление стало проще, чем в No More Heroes 2.
Первые намёки о разработке игры были сделаны во время презентации первого показа Nintendo Switch, на которой Суда появился с рекламным изображением Трэвиса Тачдауна, будучи одетым в футболку с надписью «Travis Strikes Again», однако в тот момент не было сделано никакого заявления об играх серии No More Heroes. Позже, во время интервью, Суда рассказал журналистам, что это было намеренным решением подразнить публику. Игра была официально анонсирована под названием Travis Strikes Again: No More Heroes во время презентации Nintendo Direct в августе 2017 года. По словам гейм-дизайнера, порядок слов в названии означает, про игра является не прямым сиквелом, а «началом нового приключения для Трэвиса», но тем не менее, события происходят во вселенной No More Heroes. Кроме того, Суда заявил, что Travis Strikes Again является пробным шаром для No More Heroes III и если игра будет достаточно успешной, то он надеется сделать полноценный сиквел.
14 ноября 2018 года Grasshopper Manufacture объявила о том, что Travis Strikes Again будет выпущена на картридже и будет включать в себя сезонный абонемент, а дистрибьютором выступит Nintendo. Разработчики подтвердили, что дополнительный контент будет состоять из нового игрового персонажа, игрового сценария и нового уровня. Позже было объявлено, в первый загружаемый контент будет включен игровой сценарий о Бэдмене, а в игре в качестве игрового персонажа появится Синобу Якобс, которая была в предыдущих играх серии. Второе загружаемое дополнение добавило сценарий для Трэвиса, новый уровень «Killer Maraphon», а также Бэд Гёрл в качестве игрового персонажа. Актёр Робин Аткин Даунс повторно исполнил роль Трэвиса, Стив Блум стал Бэдменом, Кимберли Брукс и Кэтрин Фиоре снова озвучили Синобу Якобс и Бэд Гёрл соответственно. Кроме того, Грег Эллис стал голосом босса в игре, Брайна Бастера Младшего.

## Отзывы
| Сводный рейтинг | Сводный рейтинг |
| Агрегатор       | Оценка          |
| --------------- | --------------- |
| GameRankings    | 66,77 %         |